# György Cziffra
Acest articol este despre un pianist. Pentru fiul său, un dirijor, accesați György Cziffra, Jr..

György Cziffra

György Cziffra (sau Cziffra György, pronunțat [tsifrɒ ˌ ɟørɟ]; n. 5 noiembrie 1921, Budapesta, Regatul Ungariei – d. 15 ianuarie 1994, Longpont-sur-Orge⁠(d), Île-de-France, Franța) a fost un pianist virtuoz maghiar. A devenit cetățean francez în 1968.
Cziffra este cunoscut pentru interpretările sale date compozițiilor lui Franz Liszt. De asemenea, el a înregistrat multe dintre compozițiile lui Frédéric Chopin și ale lui Robert Schumann; interpretarea dată de el ciclului Scena carnavalului din Viena (Faschingsschwank aus Wien) a fost admirată de către Alfred Cortot. Cziffra este bine cunoscut pentru interpretarea transcrierilor mai multor lucrări orchestrale pentru pian - printre ele - „Zborul bondarului” a lui Rimsky Korsakov, scrisă în octave de centralizare. El este considerat a fi unul dintre cei mai mari pianiști ai secolului XX.

## Primii ani
György Cziffra s-a născut în sărăcie la Budapesta în 1921. Tatăl său, György Cziffra Sr., a fost un cântăreț ce a cântat în sălile de cabaret și restaurantele din Paris, în 1910. În timpul primului război mondial, guvernul francez a expulzat toți rezidenții ale căror țări de origine luptau împotriva Franței. Tatăl lui Cziffra, un cetățean maghiar, a fost închis, iar mama sa a fost nevoită să se mute la Budapesta, cu două fiice ale ei. Ea a fost cazată într-o singură cameră construită pe niște piloni de deasupra unei mlaștine.
György a ajuns în atenția Academiei Franz Liszt din Budapesta la 9 ani devenind cel mai tânăr copil admis vreodată la acea academie. El i-a uimit pe profesori care i-au permis să învețe la clasele avansate, în mod normal rezervate pentru studenții adulți.

## Anii tinereții și ai morții
În 1942, la vârsta de 21 de ani, Cziffra a fost chemat la luptă contra naziștilor, în Al Doilea Război Mondial. El tocmai s-a căsătorit cu soția sa Sole Ilka, ce era gravidă când Cziffra a intrat în instruire militară. Militarul György a fost trimis pe frontul rusesc.
În 1956, în ajunul insurecției maghiare și după concertul uimitor al lui Bela Bartók "Concertul pentru pian nr. 2" (EMI ~ Referințe), Cziffra a evadat cu soția sa (Sole Ilka - de origine egipteană), și cu fiul său de la Viena, unde recitalul lui Brahms a făcut senzație. Această știre a ajuns la The New Yorker. Debutul său la Paris în anul următor a provocat furori. La Royal Festival Hall a cântat primul concert al lui Liszt și "Fantezia maghiară". Orchestra a fost extaziată și publicul a aplaudat mai mult de douăzeci de minute. Cariera sa meteorică a continuat cu concerte în toată Europa și debuturi la Festivalul Ravinia (Grieg și Liszt - concerte cu Carl Schuricht) și la Carnegie Hall din New York, cu Thomas Schippers. Întotdeauna el a cântat cu o brățară din piele, pentru a-i sprijini ligamentele din încheietura mâinii sale, deoarece a prezentat dureri după ce a fost torturat în închisoare.
În "Cannons and Flowers" (Tunuri și Flori) - autobiografia sa, Cziffra relatează povestea lui de viață până în 1977, anul în care a înființat "Fundația Cziffra", amplasată în Frambourg.
Fiul lui Cziffra, György Cziffra Jr., a fost un dirijor profesionist și a participat la mai multe concerte și înregistrări cu tatăl său. Totuși, ceea ce i-a întrerupt cariera promițătoare a fost moartea sa. György Cziffra Jr. a murit într-un apartament ce a luat foc - nu au fost găsite bilete de sinucidere - acest eveniment a declanșat un moral progresiv al tatălui său. Cziffra nu a mai făcut vreo înregistrate cu orchestra, și unii critici au comentat cu privire la lovitura emoțională severă (moartea fiului său), ce a avut un impact asupra calității sale de pianist.
György Cziffra a murit în Senlis, Oise, la vârsta de 72 de ani, de la un atac de cord rezultat dintr-o serie de complicații de cancer pulmonar din cauza fumatului și consumului excesiv de alcool.

## Compoziții

### Originale
- Fantaisie roumaine - improvizație în stil țigănesc (1957)
- Improvizații pe tema operei Wilhelm Tell a lui Gioachino Rossini (1956)
- Ouverture Solennelle
- Pastorale pour Gerbert
- Réminiscences de Johann Strauss (1956)

### Aranjamente și transcrieri
- Aram Khachaturian: Sabre Dance
- Franz Liszt: "Rapsodia ungară nr. 19"
- Franz von Vecsey: Valse triste
- Gioachino Rossini: La Danza
- Johann Strauss II: "Dunărea albastră", "Polka Tritsch-Tratsch"
- Johannes Brahms: Dansuri ungare: 1, 2, 3, 4, 5 (ambele versiuni), 6, 8, 9, 10, 12, 13, 16, 17, 19, 21
- Manuel de Falla: "Dansul Ritualului Focului"
- Nikolai Rimsky-Korsakov: "Zborul bondarului"

## Interpretări

### Înregistrări (Audio)

#### Liszt
- Tarantelle di bravura d’après la tarantelle de La muette de Portici, S.386 No.1 (EMI, Hungaroton)
- Cântecele Polish (Nr. 1, 5), S.480 (EMI)
- Le rossignol, S.250 Nr.1 (EMI)
- Liszt/Cziffra: Rapsodia ungară, S.244 Nr.16 (EMI)
- Liszt/Cziffra: Rapsodia ungară, S.244 Nr.19 (EMI, Hungaroton)
- Baladă, S.171 (EMI)
- Studii și concerte, S.144 No.2 & Nr.3 (Philips)
- Studii și concerte, S.145 (EMI, Hungaroton)
- Fantasie über ungarische Volksmelodien, S.123 (1957 & 1964 & 1968 EMI) cu André Vandernoot, György Cziffra Jr. și Pierre Dervaux
- Gaudeaums Igitur, S.509 (EMI)
- Grand galop chromatique (EMI)
- Grandes études de Paganini, S.141 Nr.3 La Campanella (1959 & 1975 EMI)
- Grandes études de Paganini, S.141 Nr.5 La Chasse (EMI)
- Harmonies poétiques et religieuses III, S.173 - Nr.7 (EMI)
- Rapsodii ungare (Nos. 2, 6, 12, 15), S.244 (Hungaroton)
- Rapsodii ungare (Nos. 1, 3-5, 7-11, 13-14), S.244 (EMI)
- Rapsodii ungare (Nos. 1-15), S.244 (EMI)
- Rapsodia ungară, S.244 - Nr.2 (ICA)
- Legendă, S.175 Nr.1 (EMI)
- Legendă, S.175 Nr.2 (EMI, Philips)
- Liebesträume, S.541 - Nr.3 (1957 & 1977 EMI)
- Valsul Mephisto, S.541 (1957 & 1985-1986 EMI)
- Concertul pentru pian, S.124 (1957 & 1961 & 1969 EMI, Hungaroton) cu André Vandernoot, Georges Cziffra Jr., Gyorgy Lehel și Pierre Dervaux
- Concertul pentru pian, S.125 (1958 & 1969 EMI) cu André Vandernoot, György Cziffra Jr.
- Sonata pentru pian, S.178
- Poloneza, S.223 - Nr.1 (EMI)
- Poloneza, S.223 - Nr.2 (Philips, EMI)
- Rapsodia spaniolă, S.254 (EMI)
- Soirées de Vienne, S.427 - Nr.6 (EMI, Hungaroton)
- Totentanz, S.126 (1964 & 1968 EMI) cu André Vandernoot, György Cziffra Jr.
- Studiu transcedental (Nos. 1-11), S.139 (Hungaroton)
- Studiu transcedental, S.139 (EMI)
- Studiu transcedental, S.139 - Nr.9 (EMI)
- Studiu transcedental, S.139 - Nr.10 (1956 & 1981 EMI)
- Studiu transcedental, S.139 - Nr.12 (EMI)
- Valse-improvizat, S.213 (1956 & 1957 & 1977-1978 & 1985-1986 EMI, Hungaroton)
- Valses oubliées, S.215 - No.1 (1957 & 1977-1978 EMI, Hungaroton)
- Années de pèlerinage I, S.160 (EMI)
- Années de pèlerinage II, S.161 (EMI)
- Années de pèlerinage II, S.161 - Nr.6 (Philips)
- Années de pèlerinage II, Supplément, S.162 (EMI)
- Années de pèlerinage II, Supplément, S.162 - Nr.3 Tarantella (Philips)
- Années de pèlerinage III, S.163 (EMI)
- Années de pèlerinage III, S.163 - 4 (EMI)
- Konzertparaphrase über Mendelssohns Hochzeitsmarsch und Elfenreigen aus der Musik zu Shakespeares Sommernachtstraum, S.410 (EMI, Hungaroton)
- Ouvertüre zu Tannhäuser, S.442 (EMI, Hungaroton)
- Paraphrase de concert sur Rigoletto, S.434 (EMI, Hungaroton)
- Präludium und Fuge über den Namen BACH, S.529 Nr.2 (Philips)

#### Bach
- Bach/Busoni: Preludiu coral, BWV 645 (EMI)
- Bach/Busoni: Das Orgel-Büchlein - In dir ist Freude, BWV 615 & Erschienen ist der herrliche Tag, BWV 629 (EMI)
- Bach/Busoni: Fugă și preludiu, BWV 532 (1968 & 1981 EMI)
- Tocată și fugă, BWV 565 (EMI)

#### CPE Bach
- Sonată, H.245 (ICA, EMI)

#### Balakirev
- Islamey, Op.18 (1956 & 1970 EMI, Hungaroton)

#### Beethoven
- Für Elise, WoO 59 (EMI)
- Sonata pentru pian, Op.13 (EMI)
- Sonata pentru pian, Op.14 Nr.2 (EMI)
- Sonata pentru pian, Op.26 (EMI)
- Sonata pentru pian, Op.27 No.1 (EMI)
- Sonata pentru pian, Op.53 (EMI)
- Sonata pentru pian, Op.54 (EMI)
- Sonata pentru pian, Op.57 (EMI)
- Poloneză, Op.89 (EMI)
- Rondo a capriccio, Op.129 (EMI)
- Variațiile piesei Dumnezeu salvează regele, WoO 78 (EMI)
- Variațiile piesei "Dans rus - Baletul Das Waldmädchen", WoO 71 (EMI)
- Variații, WoO 80 (EMI)

#### Bizet
- Bizet/Rachmaninoff: L'Arlésienne - Actul II - Deuxième Tableau - Intermezzo (Menuet) (EMI)

#### Brahms
- Brahms/Cziffra: Dansuri ungare (Nos. 1-17, 19, 21), WoO 1 (EMI)
- Variații pe tema piesei Paganini - Heft I & Heft II, Op.35 (EMI)
- Vals, Op.39 Nr.15 (EMI)

#### Chopin
- Andante spianato et Grande polonaise brillante, Op.22 (Philips) cu Manuel Rosenthal
- Baladă, Op.52 (EMI, Philips)
- Barcarolle, Op.60 (EMI)
- Berceuse, Op.57 (Philips)
- Bolero, Op.19 (EMI)
- Studii, Op.10 (Philips)
- Studiul Nr.3, Op.10 (1958 & 1974 & 1981 EMI)
- Studiile (Nr. 4, 5, 12), Op.10 (EMI)
- Studiu Nr.10, Op.10 (1974 & 1981 EMI)
- Studii, Op.25 (Philips)
- Studiul Nr.1, Op.25 (1974 & 1974 EMI)
- Studiul Nr.2, Op.25 (EMI)
- Fantezia-Improvizată, Op.66 (1974 & 1974-1975 EMI)
- Fantezie, Op.49 (EMI)
- Improvizație, Op.29 (1968 & 1974 & 1974-1975 EMI)
- Improvizație, Op.36 (1974 & 1974-1975 EMI)
- Improvizație, Op.51 (Philips, EMI)
- Krakowiak, Op.14 (EMI) with Georges Cziffra Jr.
- Noaptea, Op.9 (EMI)
- Noaptea, Op.9 Nr.2 (EMI)
- Noaptea, Op.27 Nr.2 (Philips)
- Concertul pentru pian, Op.11 (Philips, 1968 & 1976 EMI) cu György Cziffra Jr. și Manuel Rosenthal
- Sonata pentru pian, Op.35 (Philips, EMI)
- Sonata pentru pian, Op.58 (EMI)
- Fantezia-poloneză, Op.61 (EMI)
- Poloneză, Op.26 (Philips)
- Poloneză, Op.40 (Philips, EMI)
- Poloneză, Op.40 No.1 (EMI)
- Poloneză, Op.44 (Philips, EMI)
- Poloneză, Op.53 (Philips, EMI)
- Preludiu, Op.28 No.16 (EMI)
- Scherzo, Op.31 (Philips, EMI)
- Variații minunate, Op.12 (EMI)
- Vals, B.21 (EMI)
- Vals, B.44 (EMI)
- Vals, B.46 (EMI)
- Vals, B.56 (Philips, EMI)
- Vals, B.133 (EMI)
- Vals, B.150 (EMI)
- Vals, Op.18 (Philips, EMI)
- Vals, Op.34 (Philips, EMI)
- Vals, Op.42 (Philips, EMI)
- Vals, Op.64 (Philips, EMI)
- Vals, Op.64 No.1 (EMI)
- Vals, Op.64 No.2 (EMI)
- Vals, Op.69 (Philips, EMI)
- Vals, Op.70 (Philips, EMI)

#### Couperin
- Pièces de Clavecin - Cartea 1 : Ordre II No.23 & Ordre V No.8 (EMI)
- Pièces de Clavecin - Cartea 2 : Ordre VI - Nr.1(1969 & 1981 EMI, ICA)
- Pièces de Clavecin - Cartea 2 : Ordre VI - Nr.5 (EMI)
- Pièces de Clavecin - Cartea 3 : Ordre XIII Nr.10-11 (EMI)
- Pièces de Clavecin - Cartea 3 : Ordre XVIII Nr.6 (1956 & 1981 EMI)
- Pièces de Clavecin - Cartea 4 : Ordre XVII Nr.2 & Ordre XXII Nr.5 (EMI)

#### Cziffra (interpretări ale pieselor proprii)
- Fantaisie roumaine (EMI, Hungaroton)
- Improvisation sur des themes de Gulliaume Tell (EMI)
- Reminiscene de Johann Strauss (1956 & 1956 EMI)

#### Daquin
- Pièces de Clavecin - Second Livre : L'Hirondelle (EMI)
- Pièces de Clavecin - Troisième Livre : Le Coucou (1956 & 1981 EMI)

#### Debussy
- Clair De Lune (EMI)
- La plus que lente (EMI)
- Pour le piano (EMI)
- Preludii, Vol.1 Nr.8 (EMI)

#### Dohnányi
- Konzertetüde, Op.28 Nr.6 (EMI)

#### Falla
- Falla/Cziffra: El amor brujo (revăzută) - Nr.8 Danse Rituelle du Feu (EMI)

#### Field
- Sonata pentru pian, Op.1 Nr.1 - mișcarea a doua (Hungaroton)

#### Franck
- Prélude, Choral et Fugue (EMI)
- Variații simfonice (1961 & 1969 EMI) cu André Vandernoot și György Cziffra Jr.

#### Gershwin
- Rapsodia albastră (Hungaroton) cu Zoltán Rozsnyai

#### Gounod
- Gounod/Liszt: Faust - Actul nr. 2 : Vals (EMI)

#### Grieg
- Piese lirice, Op.43 Nr.1 (EMI)
- Concert de pian, Op.16 (1958 & 1969 EMI, Hungaroton) cu György Cziffra Jr., André Vandernoot, Zoltán Rozsnyai

#### Hummel
- Rondo, Op.11 (1956-1957 & 1969 EMI, Hungaroton)

#### Khachaturian
- Gayane - Danse du sabre (1956 & 1956 & 1956 EMI, Hungaroton)

#### Krebs
- Bourrée

#### Lully
- Gavotă (1956 & 1969 & 1981 EMI)

#### Mendelssohn
- Mendelssohn/Rachmaninoff: A Midsummer Night's Dream, Op.61 - Nr.1 (EMI)
- Lieder ohne Worte, Op.62 - Nr.6 (EMI)
- Lieder ohne Worte, Op.67 - Nr.4 (EMI)
- Concertul pentru pian, Op.25 (EMI) cu György Cziffra Jr.
- Rondo Capriccioso, Op.14 (1968 & 1968 EMI)
- Fantezie, Op.16 - Nr.2 Scherzo (EMI)

#### Mozart
- Sonata pentru pian, K.310 (EMI)
- Sonata pentru pian, K.311 - mișcarea a 3-a (EMI)

#### Rachmaninoff
- Concertul - pentru pian, Op.18 (EMI) cu György Cziffra Jr.
- Preludiu, Op.23 - Nr.5 (EMI)

#### Rameau
- Dardanus - Rigaudon (1969 & 1981 EMI)
- Nouvelles suites de pièces de clavecin - Nr.12 & Nr.16 (EMI)
- Pièces de clavecin - Suite II Nr.4 (EMI)
- Pièces de clavecin - Suite II No.7 (1959 & 1981 EMI)

#### Ravel
- Jeux D'eau (EMI)
- Le tombeau de Couperin - Nr.6 (EMI)
- Sonatine (EMI)

#### Rimsky-Korsakov
- Rimsky-Korsakov/Cziffra: Povestea Țarului Saltan - Actul III Zborul bondarului (1956 & 1956 EMI, Hungaroton)

#### Rossini
- Rossini/Cziffra: La Danza (EMI)

#### Saint-Saëns
- Étude, Op.52 - Nr.6 (EMI)

#### Scarlatti
- Sonata pentru pian, K.96 (EMI)
- Sonata pentru pian, K.101 (EMI)
- Sonata pentru pian, K.159 (1956 & 1969 EMI)

#### Schubert
- Schubert/Tausig: Marché militaires, D.733 - Nr.1
- Improvizație, D.899 - Nr.4 (1969 & 1981 EMI)
- Improvizație, D.935 - Nr.1 (EMI)

#### Schumann
- Carnaval, Op.9 (1957 & 1968 EMI)
- Fantasiestücke, Op.12 (EMI)
- Fantasiestücke, Op.12 - Nr.1 (EMI)
- Fantasiestücke, Op.12 - Nr.7 (Hungaroton)
- Faschingsschwank aus Wien, Op.26 (EMI)
- Kinderszenen, Op.15 - Nr.7 (EMI)
- Novellette, Op.21 - Nr.8 (EMI)
- Studii simfonice, Op.13 (EMI)
- Toccata, Op.7 (EMI)

#### Strauss
- Strauss/Cziffra: An der schönen blauen Donau (Hungaroton)
- Strauss/Cziffra: Der Zigeunerbaron (Hungaroton)
- Strauss/Cziffra: Die Fledermaus (Hungaroton)
- Strauss/Cziffra: Le beau Danube bleu (EMI)
- Strauss/Cziffra: Polca Tritsch-Tratsch (Hungaroton, EMI)

#### Tchaikovsky
- Tchaikovsky/Liszt: Eugene Onegin, Op.24 - Actul III Nr.19 (EMI)
- Concertul pentru pian, Op.23 (1956 & 1957 EMI)

#### Verdi
- Verdi/Cziffra: Il trovatore (Hungaroton)

#### Vecsey
- Vecsey/Cziffra: Valse triste (EMI, Hungaroton)

#### Weber
- Konzertstück, Op.79 (EMI) cu György Cziffra Jr.

### Alte înregistrări (Audio)

#### Liszt
- Studii și concerte, S.145 Nr.2 (Aura Music, Archipel)
- Fantasie über ungarische Volksmelodien, S.123 (ICA) cu André Cluytens
- Grand galop chromatique (Ermitage, Hungaroton, Medici Masters)
- Harmonies poétiques et religieuses III, S.173 - Nr.7 (ICA, Aura Music)
- Rapsodia ungară, S.244 - Nr.2 (Aura Music)
- Rapsodia ungară, S.244 - Nr.6 (Medici Masters, Ermitage)
- Liebesträume, S.541 - Nr.3 (Aura Music, Ermitage)
- Concertul pentru pian, S.124 (ICA, Archipel) cu André Cluytens, Fulvio Vernizzi
- Concertul pentru pian, S.125 (Archipel) cu Bernard Conz
- Poloneză, S.223 - Nr.2 (Medici Masters, Ermitage)
- Präludium und Fuge über den Namen BACH, S.529 Nr.2 (ICA)
- Rapsodia spaniolă, S.254 (ICA, Medici Masters, Ermitage)
- Totentanz, S.126 (IDIS) cu Umberto Cattini
- Transcendental Etude, S.139 - Nr.5 (Archipel)
- Transcendental Etude, S.139 - Nr.10 (Aura Music, Archipel)
- Valse-Improvizat, S.213 (Ermitage)
- Années de pèlerinage II, S.161 - Nr.7 (Archipel)
- Années de pèlerinage III, S.163 - 4 (Archipel)

#### Bach
- Bach/Busoni: Preludiu și fugă, BWV 532 (Ermitage)

#### Bartók
- Concertul pentru pian, Sz.95 (EMI) cu Mario Rossi

#### Beethoven
- Sonata pentru pian, Op.53 (Ermitage)

#### Chopin
- Baladă, Op.52 (Medici Masters, Aura Music)
- Studii (Nr. 3, 10, 12), Op.10 (Aura Music)
- Studiul Nr.1, Op.25 (Aura Music)
- Fantezia-Improvizată, Op.66 (Aura Music)
- Fantezie, Op.49 (Medici Masters, Ermitage)
- Improvizație, Op.51 (Medici Masters)
- Concertul pentru pian, Op.11 (claves) cu György Cziffra Jr.
- Sonata pentru pian, Op.35 (Ermitage)
- Poloneză, Op.26 Nr.2 (Ermitage)
- Poloneză, Op.53 (Medici Masters, Ermitage)
- Scherzo, Op.31 (Medici Masters, Ermitage)
- Vals, Op.18 (Medici Masters)
- Vals, Op.34 Nr.3 (Medici Masters)
- Vals, Op.42 (Aura Music)
- Vals, Op.64 Nr.1 (Aura Music)
- Vals, Op.64 Nr.2 (Aura Music)

#### Grieg
- Concertul pentru pian, Op.16 (ICA) cu György Tzipine

#### Lully
- Gavotte (ICA)

#### Scarlatti
- Keyboard Sonata, K.96 & K.159 & K.284 & K.446 & K.533 (ICA)

#### Schumann
- Carnaval, Op.9 (Ermitage)